# الفبای سورابه

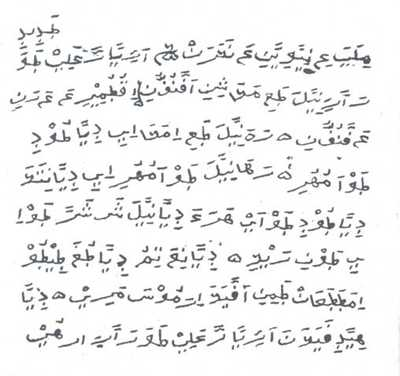
متنی تاریخی مالاگاسی به الفبای سورابه.

سورابه (به سورابه: سُرَبِ، /suˈrabe/) الفبای مشتق گرفته از خط عربی می‌باشد که سابقاً از آن برای نوشتن لهجه‌های زبان بومی جزیرهٔ ماداگاسکار، زبان مالاگاسی از قرن ۱۵ میلادی به بعد به کار می‌رفته.
سابقاً محققین بر این باور بودند که الفبای سورابه از ارتباط مردم ساکن این جزیره با تجار عرب در طول منطقهٔ ساحل شرق آفریقا (سواحل) برای زبان مالاگاسی به وجود آمد. اما محققینی اخیراً ادعا کرده‌اند که شاید این الفبا توسط مسلمانان اهل جزیرهٔ جاوه در سوی دیگر اقیانوس هند الفبای عربی را به ماداگاسکار آورده باشند. شباهت‌هایی قابل توجه بین سورابه و الفبای پگون (خط عربی مورد استفاده برای زبان‌های جاوه) وجود دارد.
واژهٔ «سورابه» از ترکیب دو واژهٔ «سوره»، وام‌واژه از عربی به معنی نوشتن، و «-به» به معنی بزرگ در مالاگاسی درست شده‌است. این وجه تسمیه می‌تواند به این معنی باشد که پیش از استفاده از خط عربی، نوشتار دیگری در ماداگاسکار، که «کوچک‌تر» بود، مانند نوشتاری مشتق از خط براهمی، مثل زبان‌های اندونزی و مالزی.
اکثر متون تاریخی به سورابه در مورد فرمول‌های سحر و جادو می‌باشند، اما متونی که شرح تاریخ در ارتباط با موضوع نیاکان اقوام ساکن جنوب‌شرق ماداگاسکار نیز وجود دارند. مسئلهٔ جالب این است که بدون هیچ اشاره‌ای به دین اسلام، این متون ادعای اینکه نیاکان این اقوام با پیغمبر اسلام، محمد، و شهر مکه ارتباط داشته‌اند.
از قرن ۱۷ میلادی به بعد، الفبای سورابه در کل جزیرهٔ ماداگاسکار فراگیر شد و در اواخر قرن ۱۸ میلادی، پادشاه وقت ماداگاسکار (پیش از استعمار فرانسه)، دستور داد که متون تاریخی به خط سورابه به تمامی کودکان دربار آموزش داده شود. در سال ۱۸۲۳، شاه بعدی ماداگاسکار، با درخواست کمک از مبلغین مسیحی، الفبای لاتین را در ماداگاسکار رسمی نمود. از آن سال به بعد، الفبای رسمی مالاگاس لاتین می‌باشد.

## الفبا
از نکات جالب در مورد سورابه این است که بر خلاف سایر الفباهای مشتق از خط عربی، در این الفبا هیچ حرف جدیدی برای نشان دادن صداهایی که در عربی نیستند ساخته نشده‌است. بجای آن، در سورابه، صداهای مختص به مالاگاسی به دو صورت نشان داده می‌شوند. اول اینکه در مواردی که ممکن است، به حروف عربی تلفظهایی جدید که در عربی یا زبانهای دیگر دیده نمی‌شود داده شده‌است. به‌طور مثال، در فارسی از دو حرف «ت» و «ط» برای صدای [t] استفاده می‌کنیم. در سورابه، حرف «ط» برای [t] نگه داشته شده‌است، در حالی که حرف «ت» برای نشان دادن صدای [ts] کاربرد دارد. نمونهٔ دیگر، حرف «ع» می‌باشد که برای نشان دادن صدای رایج [ng] به‌کار رفته‌است. احتمال این می‌باشد که این حرف الهام گرفته از الفبای پگون باشد. در پگون، «ع» سه نقطه برای بازتاب دادن این حرف بکار می‌رود، در حالی که به‌طور مثال در الفبای ترکی عثمانی از «ک» سه نقطه و در بسیاری دیگر از خطوط عربی آفریقایی از حروفی مشتق از حرف «ن» استفاده می‌شود.
راهکار دوم مورد استفاده در الفبای سورابه، استفاده از حرکت تشدید می‌باشد. برای مثال، حرف «ف» برای صدای [f] می‌باشد، ولی صداهای [p] و [mp] با حرف «فّ» نشان داده شده‌اند.
واکه‌ها، به مانند الفباهای «عجمی» (الفباهای مشتق از عربی مورد استفاده برای زبان‌های آفریقایی)، تماماً با حرکت‌گذاری عربی نشان داده می‌شوند. بدون حرکات، خواندن و نوشتن سورابه غیرممکن است.

## حروف
جدول زیر حروف الفبای سورابه را نشان می‌دهد. در الفبای سورابه، تفاوتی بین هم‌خوان‌های عادی و هم‌خوان‌های پیش درون-دماغی (مثلا صدای «ب» در قیاس با صدای «مب») نیست. حر دو نوع این صداها با یک نوع حرف نوشته می‌شوند.
| تنها | آغازی | میانی | پایانی | آوانگاری           | الفبای لاتین مالاگاسی | معادل فارسی      |
| ---- | ----- | ----- | ------ | ------------------ | --------------------- | ---------------- |
| ا‎    | ا‎     | ـا‎    | ـا‎     | /ʔ/                | -                     | الف              |
| ب‎    | بـ‎    | ـبـ‎   | ـب‎     | /b, ᵐb/            | b / mb                | ب، مْب            |
| ت‎    | تـ‎    | ـتـ‎   | ـة‎     | /ts, ⁿts/          | ts / nts              | تْس               |
| ج‎    | جـ‎    | ـجـ‎   | ـج‎     | /dz, ⁿdz/          | j / nj                | ج، نْج            |
| ر‎    | ر‎     | ـر‎    | ـر‎     | /r/                | r                     | ر                |
| رّ‎    | رّ‎     | ـرّ‎    | ـرّ‎     | /ɖʳ, ᶯɖʳ, ʈʳ, ᶯʈʳ/ | dr / ndr / tr / ntr   | دْر، تْر، نْدْر، نْتْر |
| س‎    | سـ‎    | ـسـ‎   | ـس‎     | /s/                | s                     | س                |
| ط‎    | طـ‎    | ـطـ‎   | ـط‎     | /t, ⁿt/            | t / nt                | ت                |
| ع‎    | عـ‎    | ـعـ‎   | ـع‎     | /ŋ/                | n̈                     | نْگ               |
| غ‎    | غـ‎    | ـغـ‎   | ـغ‎     | /g, ᵑɡ/            | g / ng                | گ                |
| ٯ‎    | ڧـ‎    | ـڧـ‎   | ـٯ‎     | /f/                | f                     | ف                |
| ٯّ‎    | ڧّـ‎    | ـڧّـ‎   | ـٯّ‎     | /p, ᵐp/            | p / mp                | پ، مْپ            |
| ک‎    | کـ‎    | ـکـ‎   | ـک‎     | /k, ᵑk/            | k / nk                | ک                |
| ل‎    | لـ‎    | ـلـ‎   | ـل‎     | /l/                | l                     | ل                |
| م‎    | مـ‎    | ـمـ‎   | ـم‎     | /m/                | m                     | م                |
| ن‎    | نـ‎    | ـنـ‎   | ـن‎     | /n/                | n                     | ن                |
| و‎    | و‎     | ـو‎    | ـو‎     | /v/                | v                     | و                |
| ه‎    | هـ‎    | ـهـ‎   | ـه‎     | /h/                | h                     | هـ               |
| ی‎    | یـ‎    | ـیـ‎   | ـی‎     | /z/                | z                     | ز                |

## واکه‌ها
همان‌طور که توضیح داده شد، در الفبای سورابه، واکه‌ها با حرکت‌گذاری اجباری نشان داده می‌شوند. طریقهٔ نوشتن این واکه‌ها و همین‌طور واکه‌های مرکب در جدول‌های زیر نشان داده شده‌اند.
| Sukun (Zero-vowel) | -a | -e / -i / -y | -o (-u) |
| ------------------ | -- | ------------ | ------- |
| ◌ْ‎                  | ◌َ‎  | ◌ِ‎            | ◌ُ‎       |

| A | E / I | O |
| - | ----- | - |
| اَ‎ | اِ‎     | اُ‎ |

| B      | Ba     | Be / Bi / By    | Bo     |
| ------ | ------ | --------------- | ------ |
| بْـ / بْ‎ | بَـ / بَ‎ | بِـ / بِ‎          | بُـ / بُ‎ |
| Dr     | Dra    | Dre / Dri / Dry | Dro    |
| رّْ‎      | رَّ‎      | رِّ‎               | رُّ‎      |

| معادل لاتین | سورابه   | مثال به سورابه | مثال به لاتین | معنی          |
| ----------- | -------- | -------------- | ------------- | ------------- |
| Ai          | اَیْـ / اَیْ‎ | اَیْیَ‎            | aiza          | کجا           |
| -ai         | ◌َیْـ / ◌َیْ‎ | اَطَیْ‎            | antai         | این‌جاست       |
| Ao          | اَوْ‎       | اَوْوَعَ‎           | aovan̈a        | می‌کند         |
| -ao         | ◌َوْ‎       | طُکَوِنَوْ‎          | tokavinao     | تو حق داری    |
| -ea         | ◌ِیًـ / ◌ِیً‎ | اِهَرِیًتَرَ‎         | ihareatsara   | بهتر خواهد شد |
| -eo         | ◌ِوْ‎       | هَنَرِوْ‎           | hanareo       | خواهی شنید    |
| -ia         | ◌ِیًـ / ◌ِیً‎ | نِیًکِیَ‎           | niankeza      | رفت به        |
| Io          | اِوْ‎       | اِوْ‎             | io            | this          |
| -io         | ◌ِوْ‎       | تِمِوْوَ‎           | tsy miova     | تغییر نمی‌کند  |
| -ma۱        | ـمَا‎      | فِنُمَا‎           | finoma        | خوب           |
| -oa         | ◌ُوً‎       | فَنُفُّوً‎           | fanompoa      | خدمت          |
| -oi         | ◌ُیْـ / ◌ُیْ‎ | طُیْعُ نَوْ‎         | toin̈onao      | حال تو        |

نکات
1. فقط در آخر واژگان

## متن نمونه
مادهٔ اول اعلامیه جهانی حقوق بشر به زبان مالاگاسی.
| الفبای لاتین  | Teraka afaka sy mitovy zo sy fahamendrehana ny olombelona rehetra. Samy manan-tsaina sy fieritreretana ka tokony hifampitondra ampirahalahiana. |
| الفبای سورابه | طِرَکَ اَفَکَ سِ مِطُوِ زُ سِ فهَمِرِّهَنَ نِ اُلُبِلُنَ رِهِرَّ. سَمِ مَنَنْتَیْنَ سِ فِیْرِرِّرِطَنَ کَ طُکُنِ هِفَفِّطُرَّ اَفِّرَهَلَهِیْنَ.‎                                                                 |

## رجوع شود به
- (به انگلیسی) Adelaar K.A. & Himmelmann N. (2004), The Austronesian Language of Asia and Madagascar, Routledge .
- (به فرانسوی) Ferrand, Gabriel (1905). Les migrations musulmanes et juives à Madagascar. Paris: Revue de l'histoire des religions.
- MR Kasanga Fernand (1990), Fifindra-monina, Librairie FLM, Antananarivo.
- (به فرانسوی) Simon P. (2006) La langue des ancêtres. Ny Fitenin-drazana. Une périodisation du malgache des origines au XVe siècle, L'Harmattan .